# Onciale 0264
- Papyrus
- Onciale
- Minuscules
- Lectionnaire

Le Codex 0264 (dans la numérotation Gregory-Aland), est un manuscrit du Nouveau Testament sur parchemin écrit en écriture grecque onciale.

## Description
Le codex se compose d'une folio. Il est écrit en une colonne par page, de 18 lignes par colonne. Les dimensions du manuscrit sont 15 x 12 cm,. Les paléographes datent ce manuscrit du Ve siècle.
C'est un manuscrit contenant le texte de l'Évangile selon Jean (8,19-20,23-24).
Le texte du codex représenté est de type inconnu. Kurt Aland Aland n'a pas fait le classe en Catégorie III.
Lieu de conservation
Il est conservé à la Staatliche Museen zu Berlin (P. 14049) à Berlin,.